# Francisco de Artiga
Francisco José de Artiga (Huesca, 1650-1711) fue un escritor, pintor, arquitecto, matemático y grabador español.  

## Biografía
De familia infanzona, estudió en la universidad de Huesca y en 1692 obtuvo la cátedra de matemáticas de la Universidad de Huesca, diseñando su fachada y desde 1690 supervisando su construcción.

## Obra
Escribió quince libros de temática diversa, tanto de matemáticas y ciencia como de astronomía y gramática, destacando el Epitome de la Elocuencia Española (1692), retórica en verso que tuvo seis reimpresiones a lo largo del siglo XVII. Francisco José de Artiga se movió en el círculo oscense de Vincencio Juan de Lastanosa e hizo los grabados de su Tratado de la moneda jaquesa (Zaragoza, 1681). Compuso un tratado inédito de poliorcética, Fortificación elemental, que él mismo ilustró. Según Ceán Bermúdez fue pintor de perspectivas y grabador a buril y aguafuerte.
También se encargó de la construcción del pantano de Arguis, realizando los planos en 1680 e involucrándose en su construcción tras ser aceptados.

## Personalidad
Autores como Ricardo del Arco lo describen como:

Genial varón inquieto, de ingenio vivo y desenfadado, acaso un poco extravagante, como demuestran las obras que escribió
Ricardo del Arco y Garay